# Javier Acevedo
Javier Carlos Acevedo, född 28 januari 1998, är en kanadensisk simmare. 

## Karriär
Acevedo tävlade i två grenar för Kanada vid olympiska sommarspelen 2016 i Rio de Janeiro. Han blev utslagen i försöksheatet på 100 meter ryggsim och var en del av Kanadas lag på 4x100 meter medley som också blev utslagna i försöksheatet.
I juni 2021 blev Acevedo för andra gången uttagen i Kanadas olympiska simlag. Han var en del av kapplaget som slutade på 13:e plats i försöksheatet på 4×100 meter mixed medley och som inte kvalificerade sig för finalen. I juni 2022 vid VM i Budapest tog Acevedo silver med Kanadas kapplag på 4×100 meter mixed frisim.

## Personliga rekord
| Långbana (50 meter) - 100 meter frisim – 48,50 (Toronto, 31 mars 2023) - 200 meter frisim – 1.47,72 (Toronto, 2 april 2023) - 50 meter ryggsim – 24,90 (Toronto, 29 mars 2023) 0NR0 - 100 meter ryggsim – 53,64 (Victoria, 6 april 2017) - 200 meter ryggsim – 1.58,36 (Tokyo, 12 augusti 2018) - 200 meter medley – 2.00,77 (Toronto, 21 juni 2021) | Kortbana (25 meter) - 100 meter frisim – 48,27 (Toronto, 7 december 2014) - 200 meter frisim – 1.45,79 (Etobicoke, 10 november 2023) - 50 meter ryggsim – 23,05 (Melbourne, 15 december 2022) 0NR0 - 100 meter ryggsim – 49,71 (Indianapolis, 5 november 2022) 0NR0 - 200 meter ryggsim – 1.49,74 (Indianapolis, 3 november 2022) 0NR0 - 50 meter bröstsim – 26,91 (Neapel, 9 september 2021) - 100 meter bröstsim – 58,88 (Eindhoven, 21 november 2021) - 200 meter bröstsim – 2.08,54 (Etobicoke, 12 november 2023) - 50 meter fjärilsim – 23,45 (Etobicoke, 12 november 2023) - 100 meter fjärilsim – 51,20 (Etobicoke, 11 november 2023) - 200 meter fjärilsim – 1.52,93 (Toronto, 18 december 2021) - 100 meter medley – 51,05 (Melbourne, 16 december 2022) 0NR0 - 200 meter medley – 1.53,80 (Eindhoven, 3 december 2021) |